# Czyczkowy-Wybudowanie
Czyczkowy-Wybudowanie – wieś w Polsce, w województwie pomorskim, w powiecie chojnickim, w gminie Brusy.
Do 2023 miejscowość była osadą wsi Czyczkowy.
Osada jest częścią składową sołectwa Czyczkowy.
W latach 1975–1998 osada administracyjnie należała do województwa bydgoskiego.